# Mimosa capillipes
Mimosa capillipes är en ärtväxtart som beskrevs av George Bentham. Mimosa capillipes ingår i släktet mimosor, och familjen ärtväxter.

## Underarter
Arten delas in i följande underarter:
- M. c. brevifolia
- M. c. capillipes
- M. c. microphylla